# Toy (gruppo musicale)
I Toy sono un gruppo musicale britannico di musica psichedelica attivo dal 2010. Tre componenti del gruppo facevano parte precedentemente dei Joe Lean & the Jing Jang Jong.

## Storia
Dopo l'esperienza dei Joe Lean & the Jing Jang Jong (attivi dal 2007 al 2009 e con in repertorio solo un album), il chitarrista e cantante londinese Tom Dougall (fratello di Rose delle The Pipettes), il chitarrista Dominic O'Dair e il bassista Maxim "Panda" Barron formano il gruppo insieme a Charlie Salvidge (batteria) e alla spagnola Alejandra Diaz (tastiere).
Il debutto dal vivo della band avviene insieme ai The Heartbreaks a Londra nel dicembre 2010. La band inoltre suona nel 2011 con i The Horrors e S.C.U.M.
Il singolo di debutto del gruppo è Left Myself Behind, distribuito nel 2011 dalla Heavenly Records. Il singolo ottiene ottime recensioni e permette al gruppo di essere accostato come genere a Stereolab, Felt e Pulp.
Il disco d'esordio del gruppo, TOY, viene pubblicato nel settembre 2012. L'album è stato prodotto da Dan Carey e distribuito dalla Heavenly. Il gruppo supporta The Vaccines nel maggio 2013.
Il 14 ottobre 2013 la band annuncia la pubblicazione del secondo album e il 20 dello stesso mese pubblica il singolo Join the Dots. Il 9 dicembre 2013 esce il secondo disco della band, intitolato Join the Dots. Anche questo è stato prodotto da Dan Carey e pubblicato dalla Heavenly.
Il 28 ottobre 2016 esce il loro terzo disco Clear Shot, subito dopo viene annunciato un tour europeo che toccherà anche l'Italia nel febbraio 2017.

## Stile musicale
Lo stile del gruppo può essere descritto come una combinazione di rock psichedelico, krautrock e post punk.

## Formazione
- Tom Dougall - voce, chitarra
- Dominic O'Dair - chitarra
- Maxim "Panda" Barron - basso
- Charlie Salvidge - batteria
- Max Oscarnold - tastiere
- Alejandra Diez - tastiere (2012-2015)

## Discografia

### Album
- 2012 - Toy
- 2013 - Join the Dots
- 2016 - Clear Shot
- 2019 - Happy in the Hollow